# Slovenia Open
Slovenia Open, oficiálně Zavarovalnica Sava Portorož, je profesionální tenisový turnaj žen hraný ve slovinské Portoroži. V letech 2005–2010 probíhal pod názvem Banka Koper Slovenia Open a následně byl zrušen. V sezóně 2021 byl obnoven a na okruhu WTA Tour se zařadil do kategorie WTA 250. V prvním období patřil do úrovně Tier IV a poté kategorie WTA International. Dějištěm se staly otevřené dvorce s tvrdým povrchem portorožského tenisového klubu.

## Přehled finále

### Dvouhra
| Rok  | vítězka            | finalistka                    | výsledek                |
| ---- | ------------------ | ----------------------------- | ----------------------- |
| 2005 | Klára Zakopalová   | Katarina Srebotniková         | 6–2, 4–6, 6–3           |
| 2006 | Tamira Paszeková   | Maria Elena Camerinová        | 7–5, 6–1                |
| 2007 | Taťána Golovinová  | Katarina Srebotniková         | 2–6, 6–4, 6–4           |
| 2008 | Sara Erraniová     | Anabel Medinaová Garriguesová | 6–3, 6–3                |
| 2009 | Dinara Safinová    | Sara Erraniová                | 6–7(5–7), 6–1, 7–5      |
| 2010 | Anna Čakvetadzeová | Johanna Larssonová            | 6–1, 6–2                |
| 2011 | turnaj se nekonal  | turnaj se nekonal             | turnaj se nekonal       |
| 2020 | turnaj se nekonal  | turnaj se nekonal             | turnaj se nekonal       |
| 2021 | Jasmine Paoliniová | Alison Riskeová               | 7–6(7–4), 6–2           |
| 2022 | Kateřina Siniaková | Jelena Rybakinová             | 6–7(4–7), 7–6(7–5), 6–4 |

### Čtyřhra
| Rok  | vítězky                                                       | finalistky                                        | výsledek          |
| ---- | ------------------------------------------------------------- | ------------------------------------------------- | ----------------- |
| 2005 | Anabel Medinaová Garriguesová Roberta Vinciová                | Jelena Kostanićová Katarina Srebotniková          | 6–4, 5–7, 6–2     |
| 2006 | Lucie Hradecká Renata Voráčová                                | Eva Birnerová Émilie Loitová                      | bez boje          |
| 2007 | Lucie Hradecká (2) Renata Voráčová (2)                        | Andreja Klepačová Jelena Lichovcevová             | 5–7, 6–4, [10–7]  |
| 2008 | Anabel Medinaová Garriguesová (2) Virginia Ruanová Pascualová | Věra Duševinová Jekatěrina Makarovová             | 6–4, 6–1          |
| 2009 | Julia Görgesová Vladimíra Uhlířová                            | Camille Pinová Klára Zakopalová                   | 6–4, 6–2          |
| 2010 | Marija Kondratěvová Vladimíra Uhlířová (2)                    | Anna Čakvetadzeová Marina Erakovicová             | 6–4, 2–6, [10–7]  |
| 2011 | turnaj se nekonal                                             | turnaj se nekonal                                 | turnaj se nekonal |
| 2020 | turnaj se nekonal                                             | turnaj se nekonal                                 | turnaj se nekonal |
| 2021 | Anna Kalinská Tereza Mihalíková                               | Aleksandra Krunićová Lesley Pattinama Kerkhoveová | 4–6, 6–2, [12–10] |
| 2022 | Marta Kosťuková Tereza Martincová                             | Cristina Bucșová Tereza Mihalíková                | 6–4, 6–0          |